# Спутник (Ірбітський міський округ)
Спу́тник (рос. Спутник) — селище у складі Ірбітського міського округу Свердловської області.
Населення — 331 особа (2010, 347 у 2002).
Національний склад населення станом на 2002 рік: росіяни — 98 %.